# Tata Elegante

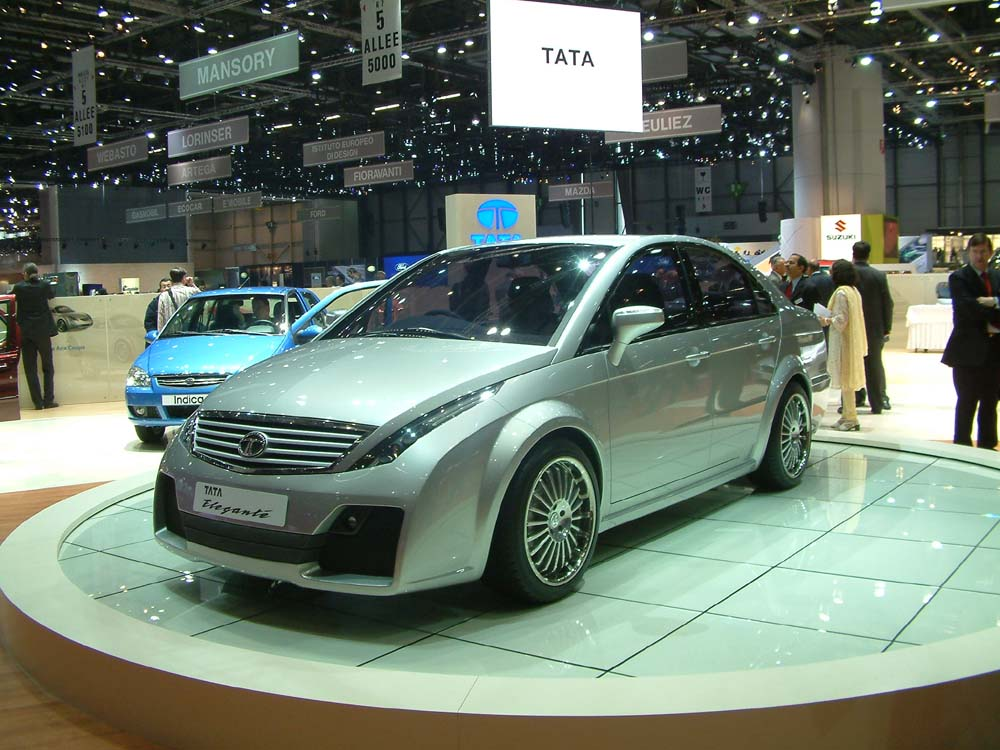
Tata Elegante

Der Tata Elegante ist ein Konzeptfahrzeug, das von Tata Motors auf dem Genfer Auto-Salon 2007 ausgestellt wurde. Es soll viele Konstruktionsdetails des nächsten Indigo enthalten. Der Elegante wurde zur Aufnahme eines Vierzylindermotors mit zwischen 1,4 und 2,0 l Hubraum oder eines kompakten V6-Motors entworfen.
Es wird auch Turbodieselmotoren mit Direkteinspritzung und variabler Ventilsteuerung zur Erfüllung der Euro-V-Abgasnormen geben. Die Leistung variiert von 90 PS (66 kW) bis 200 PS (147 kW), das Drehmoment kann bis zu 280 Nm erreichen. Als Getriebe werden Handschaltgetriebe mit 6 Gängen und Automatikgetriebe angeboten.
Neben der Erfüllung aller europäischen Sicherheits-, Crash- und Emissionsvorschriften bietet der Tata Elegante ein Navigationssystem, Tempomat, eine eingebaute Bluetooth-Schnittstelle, beheizte Außenspiegel, einen Regensensor, Parksensoren vorne und hinten, sowie etliche andere zeitgenössische Extras.